# Давид ди Донателло 1979
24-я церемония вручения наград премии «Давид ди Донателло» состоялась 20 октября 1979 года в Римском оперном театре.

## Победители

### Лучший фильм
- Христос остановился в Эболи, режиссёр Франческо Рози (ex aequo)
- Забыть Венецию, режиссёр Франко Брузати (ex aequo)
- Дерево для башмаков, режиссёр Эрманно Ольми (ex aequo)

### Лучшая режиссура
- Франческо Рози — Христос остановился в Эболи

### Лучшая женская роль
- Моника Витти — Мои любимые мужчины

### Лучшая мужская роль
- Витторио Гассман — Дорогой папа

### Лучший иностранный режиссёр
- Милош Форман — Волосы

### Лучший сценарий иностранного фильма
- Терренс Малик — Дни жатвы

### Лучшая иностранная актриса
- Ингрид Бергман — Осенняя соната (ex aequo)
- Лив Ульман — Осенняя соната (ex aequo)

### Лучший иностранный актёр
- Ричард Гир — Дни жатвы (ex aequo)
- Мишель Серро — Клетка для чудаков (ex aequo)

### Лучший иностранный фильм
- Древо желания, режиссёр Тенгиз Абуладзе

### Лучшая музыка к иностранному фильму
- Голт Макдермот — Волосы

### Давид Лучино Висконти
- Райнер Вернер Фассбиндер

### David Europeo
- Франко Дзеффирелли

### Премия за жизненные достижения
- Амедео Наццари

### David Speciale
- Даниэль Костантини — Правда как другая
- Стефано Мадиа — Дорогой папа
- Роми Шнайдер — Простая история
- Клаудия Вайль — Подружки